# Seznam hetitskih kraljev
Seznam hetitskih kraljev, njihovo zaporedje in datumi so sestavljeni iz fragmentarnih zapisov. Seznam dopolnjujejo nedavne najdbe v Hatuši, v katerih je več kot 3500  odtisov pečatnikov z imeni, naslovi in rodoslovjem hetitskih kraljev. Vsi datumi so približni in se zanašajo na sočasnost  z znanimi kronologijami sosednjih držav in Starega Egipta.
Za vladarje iz obdobja Srednjega kraljestva je malo znanega. Tukajšnje sekvence večinoma sledijo Bryceu (1998), uporablja pa se tudi kratka kronologija. Na Seznamu hetitskih kraljev  običajno ni Tudhalije Mlajšega, ker je bil po smrti svojega očeta Tudhalije II. umorjen. 

## Hati
| Hati         |                                 |                                 |
| Ime          | Vladal (kratka kronologija)     | Komentar                        |
| Pamba        | zgodnje 22. stoletje pr. n. št. | Kralj Hatov                     |
| Pithana      | okoli 17. stoletja pr. n. št.   | Kralj Kušare, osvajalec Neše    |
| Pijusti      | okoli 17. stoletja pr. n. št.   | Kralj Hatov, poraženec Anite    |
| Anita        | okoli 17. stoletja pr. n. št.   | Kralj Kušare, uničevalec Hatuše |
| (Tudhalija)  |                                 | Praded Hatušilija I.            |
| (PU-Šarruma) |                                 | Tudhalijev sin                  |

## Staro kraljestvo
| Staro kraljestvo        |                             |                                                                          |
| Ime                     | Vladal (kratka kronologija) | Komentar                                                                 |
| Labarna I.              | okoli 1600-1586 pr. n. št.  | Ustanovitelj dinastije                                                   |
| Hatušili I. Labarna II. | okoli 1600-1586 pr. n. št.  | Nečak ali vnuk Labarne I., morda prvi vladar po ponovni naselitvi Hatuše |
| Muršili I.              | okoli 1556–1526 pr. n. št . | Vnuk Hatušilija I., okoli leta 1531 pr. n. št. izropal Babilon           |
| Hantili I.              | okoli 1526–1496 pr. n. št.  | Svak in morilec Muršilija I.                                             |
| Zidanta I.              | okoli 1496–1486 pr. n. št.  | Zet Hantilija I., umorjen                                                |
| Amuna                   | okoli 1486–1466 pr. n. št.  | Sin in morilec Zidante I.                                                |
| Huzija I.               | okoli 1466–1461 pr. n. št.  | Amunov sin (?)                                                           |
| Telipinu                | okoli 1460 pr. n. št.       | Svak Huzije I., uzurpator                                                |

## Srednje kraljestvo
| Srednje kraljestvo |                                       |                                                                                            |
| Ime                | Vladal (kratka kronologija)           | Komentar                                                                                   |
| Aluvamna           | okoli sredine 15. stoletja pr. n. št. | Telipinujev zet                                                                            |
| Hantili II.        | okoli 1500-1450 pr. n. št.            | Aluvamnov sin                                                                              |
| Tahurvaili         |                                       | Uzurpator; vladal nekaj časa med Telipinujem in Zidanto II., druga vladavina ni zanesljiva |
| Zidanta II.        |                                       | Sin Hantilija II.                                                                          |
| Huzija II.         |                                       | Sin Zidante II.                                                                            |
| Muvatali I.        |                                       | Uzurpator, morilec Huzije II.                                                              |

## Novo kraljestvo (cesarstvo)
| Novo kraljestvo (cesarstvo) |                                         | |
| Ime                         | Vladal (kratka kronologija)             | Komentar |
| Tudhalija I.                | okoli zgodnjega 14. stoletja pr. n. št. | Rodoslovje nezanesljivo, morda vnuk Zidante II.; kralj je postal po umoru Muvatalija I.                        |
| Arnuvanda I.                |                                         | Zet Tudhalije I.                                                                                               |
| Hatušili II. (?)            |                                         | Obstoj, rodoslovje in čas vladanja so sporni                                                                   |
| Tudhalija II.               | okoli 1360 (?)–1344 pr. n. št.          | Sin Arnuvande I. ali Hatušilija II. (?)                                                                        |
| Tudhalija III. "Mlajši"     |                                         | Sin Tudhalije II., po očetovi smrti umorjen in morda sploh ni vladal                                           |
| Šupiluliuma I.              | okoli 1344 –1322 pr. n. št.             | Sin Tudhalije II. ali Hatušilija II. (?), razširil kraljestvo, omenjen v Amarnskih pismih                      |
| Arnuvanda II.               | okoli 1322–1321 pr. n. št.              | Sin Šupiluliume I.                                                                                             |
| Muršili II.                 | okoli 1321–1295 pr. n. št.              | Sin Šupiluliume I.                                                                                             |
| Muvatali II.                | okoli 1295–1272 pr. n. št.              | Sin Muršilija II., okoli 1274 pr. n. št. bitka pri Kadešu                                                      |
| Muršili III. ali Urhi-Tešub | okoli 1272–1267 pr. n. št.              | Sin Muvatalija II.                                                                                             |
| Hatušili III.               | okoli 1267–1237 pr. n. št.              | Sin Muršilija II., okoli 1258 pr. n. št. egipčansko-hetitski mirovni sporazum                                  |
| Tudhalija IV.               | okoli 1237–1209 pr. n. št.              | Sin Hatušilija III., bitka pri Nihriji                                                                         |
| Kurunta                     | okoli 1209 pr. n. št.                   | Sin Muvatalija II.; njegova vladavina ni zanesljiva; morda je zelo malo časa vladal med Tudhalijevim vladanjem |
| Arnuvanda III.              | okoli 1209–1207 pr. n. št.              | Sin Tudhalije IV.                                                                                              |
| Šupiluliuma II.             | okoli 1207–1178 pr. n. št.              | Sin Tudhalije IV. okoli 1178 pr. n. št. padec Hatuše                                                           |

## Vira
- G. McMahon. Hittite History. Biblical Archaeologist 52 (1989): 62-77
- R.S. Hardy. The Old Hittite Kingdom: A Political History. The American Journal of Semitic Languages and Literature 58 (29): 177–216